# Henry William Banks Davis

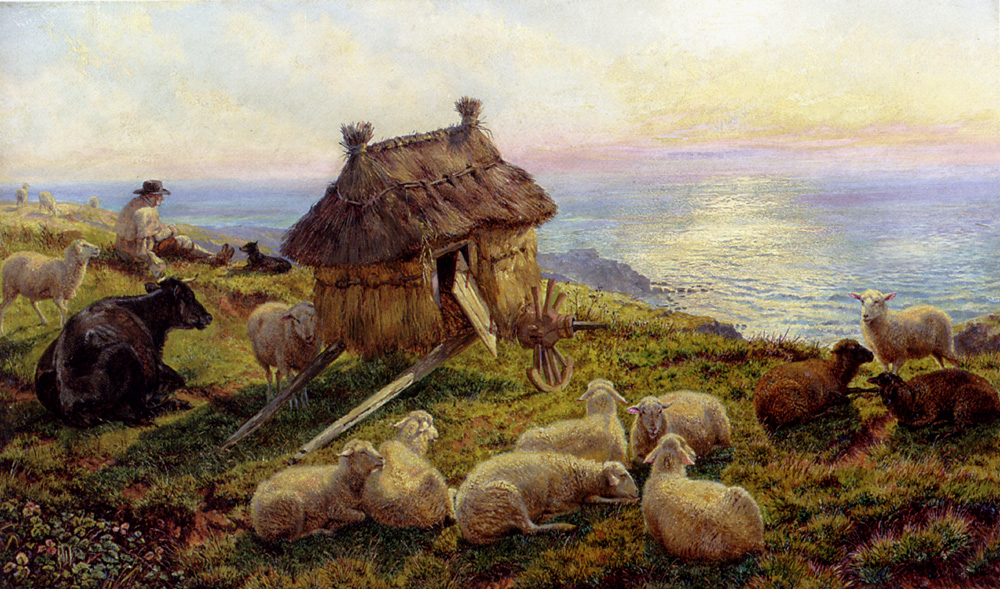
On The Cliffs, Picardy, 1869

Henry William Banks Davis (ur. 26 sierpnia 1833 w Londynie, zm. 1 grudnia 1914) – angielski malarz.
Studiował w Royal Academy od 1851, w trakcie nauki otrzymał dwa srebrne medale. Został pełnym członkiem Royal Academy w 1877. Malował sielskie pejzaże, o tematyce pasterskiej, na których często pojawiały się zwierzęta, owce i bydło. Jego obrazy Returning to the Fold (1880) i Approaching Night (1899) zakupione zostały przez Chantrey Fund Collection i znajdują się obecnie w National Gallery of British Art.

## Ważniejsze prace
- A shady spot on a summers day.
- A spring morning, 1866.
- An Orchard in Wales.
- Approaching Night, 1899 (Tate Gallery).
- Foxhounds in a Landscape.
- Gathering the flocks, Loch Maree, 1883.
- Landscape.
- Orchard with sheep in spring.
- Portrait of a Jack Russell Terrier (w Regency Interior).
- Returning to the Fold, 1880 (Tate Gallery).
- Studies of a Welsh Cobb.
- Sunset over a Landscape.
- Towards Evening in the Forest.
- Wooded River Landscape with Cattle Watering.